# Lystrinae
Sous-famille
Les Lystrinae sont des insectes de l'ordre des hémiptères de la famille des Fulgoridae.

## Dénomination
Cette sous-famille a été décrite par l'entomologiste italien Massimiliano Spinola en 1939.

## Taxinomie
Liste des genres :
- Alphina (Stål, 1863) [1]

Alphina fryi (Distant, 1906)
Alphina glauca (Metcalf, 1923)
Alphina nigrosignata (Stål, 1863) espèce type
- Cyrpoptus (Stål, 1862)[2]

Cyrpoptus belfragei (Stål, 1869)
Cyrpoptus dubius (Kramer, 1978)
Cyrpoptus ferruginosus (Stål, 1869)
Cyrpoptus metcalfi (Ball, 1933)
Cyrpoptus nubeculosus (Stål, 1869)
Cyrpoptus obscurus (Metcalf, 1938)
Cyrpoptus obtusus (Valdes Ragues, 1910)
Cyrpoptus reineckei (Van Duzee, 1909)
Cyrpoptus ruficrus (Kramer, 1978)
Cyrpoptus suavis (Stål, 1862)   espèce type
Cyrpoptus vanduzeei (Ball, 1933)
- Lystra (Fabricius, 1803)[3]

Le genre compte 7 espèces
- Scaralis (Stål, 1863)[1]

Scaralis fluvialis Lallemand, 1956
Scaralis neotropicalis (Distant, 1887)
Scaralis nigronotata Stål, 1863
Scaralis obscura (Distant, 1887)
Scaralis picta (Germar, 1830)   espèce type
Scaralis puella Stål, 1863
Scaralis semilimpida (Walker, 1851)
Scaralis versicolor Distant, 1906

### Articles liés
Fulgoridae